# Forsøm ikke din Hustru
Forsøm ikke din Hustru er en amerikansk stumfilm fra 1918 af Frank Lloyd.

## Medvirkende
- Charles Clary som John Langdon
- Rhea Mitchell som Florence Langdon
- Bertram Grassby som Stanley Merrill
- Marc B. Robbins som Edward Hopkins
- Willard Louis som Robert White